# Jacob Paix

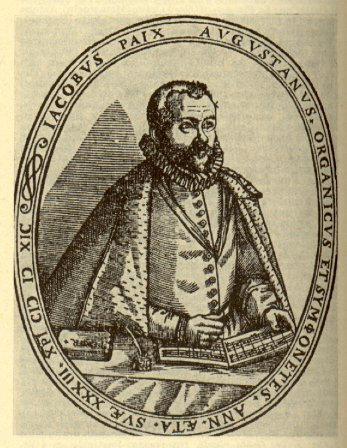
Jacob Paix
(IACOBVS PAIX AVGVSTANVS)
im Alter von 33 Jahren

Jacob Paix (* 1556 in Augsburg; † ca. 1623 (unsicher) vermutlich in Hilpoltstein) war ein deutscher Organist, Orgelbauer, Kapellmeister, Komponist und Musikherausgeber. Bekannt wurde er als Sammler eigener und insbesondere fremder Musikstücke.

## Lebensweg

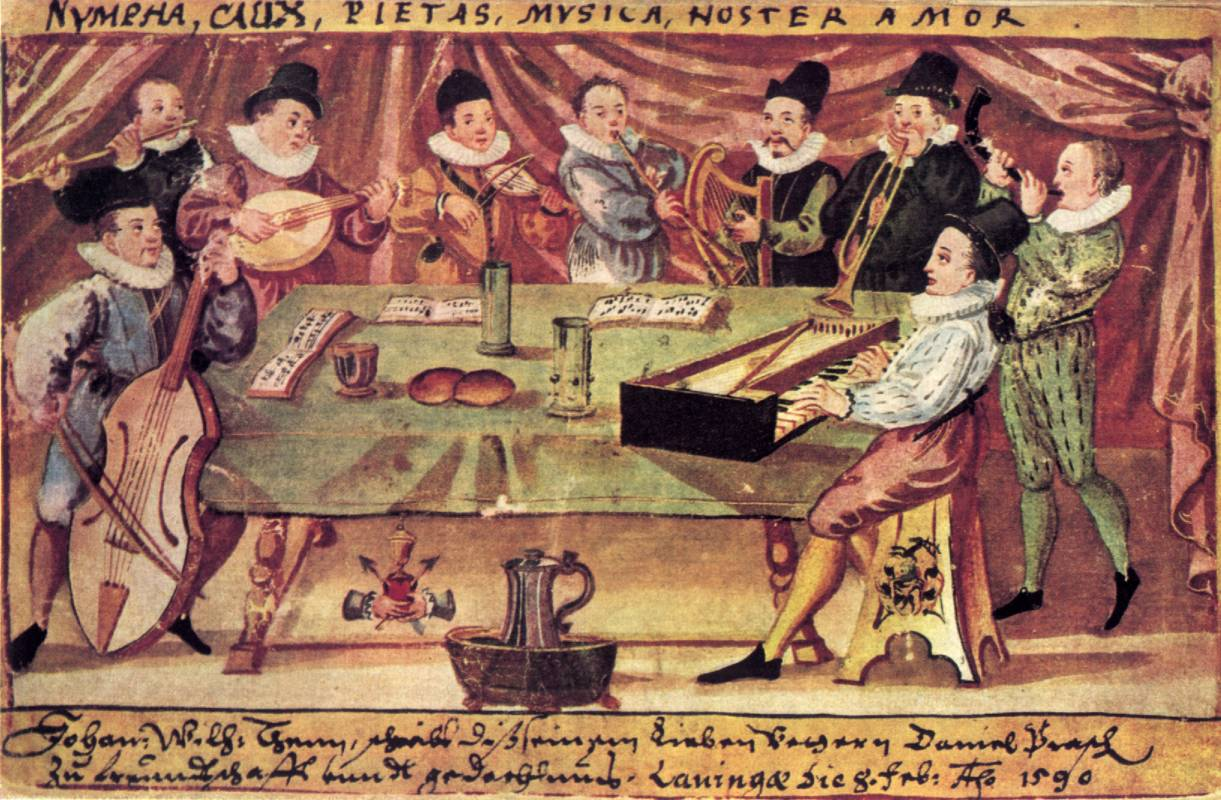
Collegium musicum
an Paixens Wirkungsstätte,
dem Gymnasium illustre, 1590

Jacob Paix wurde 1556 in Augsburg geboren, wo sein Vater in St. Anna als Organist angestellt war. Vom Vater erhielt der Sohn seine musikalische Ausbildung.
1576, jung verheiratet, wurde Jacob Paix zum Organisten der Pfarrkirche in Lauingen an der Donau berufen. Hier entfaltete er eine reiche Tätigkeit als Komponist und Herausgeber, vor allem in Zusammenarbeit mit dem pfalzgräflichen Drucker Leonhard Reinmichel. Paixens Beziehungen zu Caspar Sturm, dem Erbauer der Ulmer Münsterorgel belegen neben weiteren Quellen, dass Paix von Lauingen aus auch als Orgelbauer wirkte. Hier trat er in Verbindung mit dem pfalzgräflichen Gymnasium illustre. Das geht hervor aus einem Bittgesuch vom 6. August 1600 an Fürst August, den Sohn des Pfalzgrafen Philipp Ludwig: „[I]ch mein böstes bey d Schuln alhie auch tue [...]“. In derselben Zeit ist ein Freitisch für Jacob Paix am Gymnasium illustre bezeugt. Ein Irrtum ist es, Paix habe als succentor (Subcantor) die dritte Lehrerstelle am  pfalzgräflichen Gymnasium illustre erhalten. Die dafür mögliche Quelle bezieht sich nämlich auf Paixens Sohn, Jacob Paix den Jüngeren (1578–1634). Er war das älteste von zehn Kindern, die die Eheleute Paix in Lauingen taufen ließen. Mehrmals war Paix gezwungen, den Rat von Lauingen und Pfalzgraf August zu Neuburg um Geld und Naturalien für sich und seine große Familie zu bitten, „[D]enn ich sonsten diesen Winter, bey der geringen Besoldung vnd sehr schwerer theürung, eben zu hunger sterben muß [...]“.
1601 erhielt er eine besser bezahlte Stelle als evangelischer Hoforganist in Neuburg an der Donau, der Residenz des Herzogtums Pfalz-Neuburg. Hier war er auch für die Figuralmusik zuständig, leitete die pfalzgräfliche Instrumentalkapelle und verrichtete zudem Kanzleidienste.
Pfalzgraf Wolfgang Wilhelm trat 1613 u. a. aus politischen Gründen zum katholischen Glauben über. Darauf und auf eine verloren gegangene Quelle von 1623 gründete Alfred Einstein in einer Untersuchung zu italienischen Musikern am Hof der Neuburger Wittelsbacher (1907/1908) seine Meinung, Paix, der standhaft am Luthertum gehangen habe und wohl musikalisch nicht mehr dem inzwischen italienischen Musikgeschmack der Herzogs entsprochen habe, habe Neuburg verlassen müssen. Er habe sich einen evangelischen Landstrich gesucht, sei dabei wahrscheinlich nach Hilpoltstein gelangt und sei dort 1623 gestorben.
Diese Stadt musste erst im Zuge der Gegenreformation ab 1627 wieder katholisch werden. Die in Hilpoltstein residierende pfalzgräfliche Seitenlinie blieb auch nach 1627 evangelisch – mit ihr die Bediensteten, zu denen Jacob Paix möglicherweise gehörte. Jacob Paix selbst ist für Hilpoltstein nicht bezeugt. Sein Sohn Johann Christoph Paix (1603–1645) dagegen trat am 1. Juni 1631, also erst nach Jacob Paixens vermutetem Tod, als Secretarius in die Dienste des Hilpoltsteiner Pfalzgrafen Johann Friedrich. Seine Tätigkeiten in Hilpoltstein können also nicht als indirekter Beleg für Jacob Paixens Aufenthalt in Hilpoltstein herangezogen werden.
Neueste Forschungen konnten Paixens Aufenthalt und Tod in Hilpoltstein weder bestätigen noch falsifizieren. Die späteste Quelle von 1617 lässt nicht einmal erkennen, ob Jacob Paix nach 1616 noch gelebt hat.

## Musikgeschichtliche Bedeutung

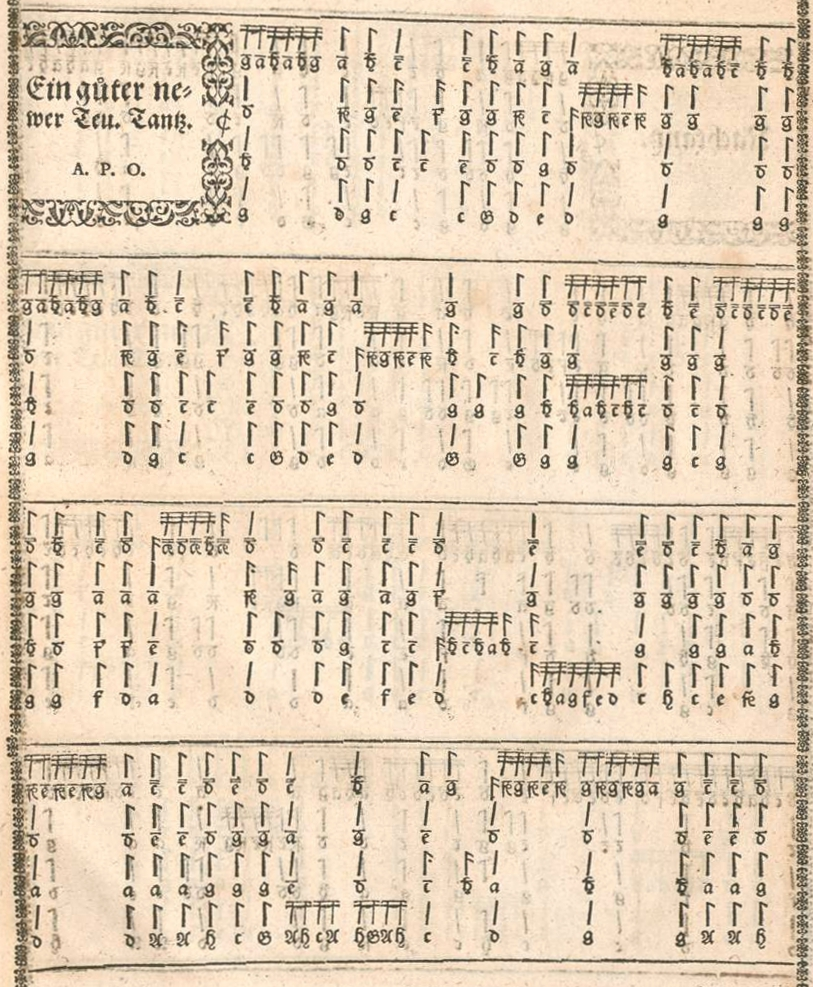
Jacob Paix (1556–1623?) (Hrsg.)
Ein gůter newer Teu.Tantz
Tabulatur 1583 (1. Seite)

Jacob Paix ist weniger als Komponist von Bedeutung als vielmehr als Sammler von meist fremden Musikstücken des 15. und 16. Jahrhunderts, die er vornehmlich in zwei Tabulaturbüchern veröffentlichte:
- Ein Schön Nvtz- vnnd Gebreüchlich OrgelTabulaturbuch. Darinnen etlich der beruͤmbten Componisten, beste Moteten, mit 12.6.7.6.5. vnd 4. Stimmen ausserlesen / dieselben auf alle fürneme Festa des gantzen Jars / vnd zů dem Chormas gesetzt. Zů letzt auch allerhand der schoͤnsten Lieder / Pass è mezzo vnd Taͤntz / Alle mit großem fleiß Coloriert. Zů trewem dienst den liebhabern diser Kunst selb Corrigiert vnd in Truck verwilligt. Von Jacobo Paix Augustano, diser zeit Organist zů Laugingen. [...] Getruckt bey Leonhart Reinmichel/ Fürst: Pfaltz: Buchtrůcker zů Laugingen [...] M. D. XXCIII. Lauingen 1583.[12]

- THESAVRVS MOTETARVM. Newerleßner zwey vnd zweintzig herrlicher Moteten / Rechte KunstStück: der aller berhuͤmbsten Componisten / in der Ordnung wiesie nach einander gelebt: Vnd jede Moteten zu jhrem gewissen Modo gesetzt. Mit sonderm hohen fleiß vnd muͤh zusamen getragen / vnd in diese breuchige Tabulatur gebracht / Von IACOBO PAIX AVGVSTANO, ORGANICO LAVINGANO. / Getruckt zu Straßburg bei Bern=hart Jobin. / Anno M. D. LXXXIX. Straßburg 1589.[13]

Darin zeigt sich, dass Paix ein zwar später, aber bedeutender Kolorist und ein kundiger Sammler war. Er stellte mit seinen Bearbeitungen den Musikliebhabern und den kirchlichen Organisten einen Querschnitt durch die zeitgenössische und bis zu 100 Jahre zurückreichende, historische Instrumental- und Vokalmusik –  von populären Tänzen bis zu streng polyphonen Sätzen – für das häusliche Musizieren auf Tasteninstrumenten und für das liturgische und liturgisch freie Spiel auf der Kirchenorgel zur Verfügung. In seinen Tabulaturen verwendete Paix die reine Buchstabenschrift der „neuen deutschen Orgeltabulatur“. Diese war zwar schon länger in Gebrauch, konnte sich aber erst seit der Mitte des 16. Jahrhunderts gegenüber der „alten deutschen Orgeltabulatur“ mit Buchstabenschrift und mensuraler Oberstimme auf Notenlinien durchsetzen.
Einige von Paix intavolierte Tänze wurden ab der zweiten Hälfte des 19. Jahrhunderts transkribiert und mehrfach in Sammelbände aufgenommen. Johannes Brahms beschäftigte sich kritisch mit den Tabulaturen.
Paixens Vokalwerke nach Jean Mouton und Thomas Crécquillon wurden von Paix als Missa ad imitationem mottetae beziehungsweise als Parodia Mottetae bezeichnet. Parodia und imitatio haben dabei dieselbe Bedeutung. Parodia erschien hier erstmals im Titel eines musikalischen Werkes. Von Paix ausgehend schuf August Wilhelm Ambros den Begriff der Parodiemesse.

## Werke

### Vokalmusik
- Missa. Ad Imitationem Mottetae in illo tempore. Ioan. Moutonis, Quatuor Vocum. 1584
- Parodia mottetae Domine da nobis auxilium, Thomae Crequilonis, senis vocibus, ad dorium. 1587
- Teile von Selectae, artificiosae et elegantes fugae [...] partim Compositae à IACOBO PAIX. 1587
- Zway Newe Teutsche Liedlen mit vier Stimmen. o. J.

### Instrumentalmusik
- 6 eigene Werke in: Ein Schön Nvtz- und Gebreüchlich OrgelTabulaturbuch, Lauingen 1583
- 1 eigenes Werk (Orgeltabulatur einer Motette) in Thesaurus motetarum [...] in diese [...] Tabulatur gebracht von Jacobo Paix, Strbg. 1589

### Editionen
- Ein Schön Nvtz- und Gebreüchlich OrgelTabulaturbuch, Lauingen 1583
- Selectae, artificiosae et elegantes fugae [...] partim Compositae à IACOBO PAIX, 1587
- Missa helveta, 1587 oder 1590, verschollen
- Liber fugarum, 1588, verschollen
- Thesaurus motetarum [...] in diese [...] Tabulatur gebracht von Jacobo Paix, Strbg. 1589

### Schriften
- Kurtzer Bericht auß Gottes Wort und bewehrten Kirchen-Historien von der Music. 1589
- Ein christliche Gesang. 1593, verschollen